# だらくやストア物語
『だらくやストア物語』（だらくやストアものがたり）は、臼井儀人の4コマ漫画作品。デビュー作であり、初の単行本化作品。全3巻。1987年にWeekly漫画アクション新人賞佳作に入賞し、そのまま同誌で連載デビュー。これにより、臼井儀人の代表作『クレヨンしんちゃん』の連載へとつながる。
更に、本作の登場人物の二階堂信之介は後に野原しんのすけの原型となった。

## 概要
作者のイトーヨーカドーでのアルバイトの経験をもとに、”だらくや”というスーパーマーケットを舞台にした4コマ漫画。単行本の作品説明は「これは大型ストアを舞台にくり広げられる人間たちの戦いの記録である」と書かれている。
特定の主人公は存在しないが、二階堂信之介とされる場合がある。
だらくやは全国にチェーン店があり、最も登場頻度の高い（というよりほとんどの話の舞台となっている）だらくやの店は、藤枝店長の北春日部店である。

## 登場人物
藤枝
スーパー「だらくや」北春日部店店長。45歳B型。

### だらくや社長一代記
二階堂信之介
スーパー「だらくや」創業者。一人称は少年時代は「オラ」、現代は「私」。昭和元年に山形県の農家で生まれ、7歳の時に女装させられ「おしん」と名乗り奉公に出される。山田木材店の女中として働くことになるも、女中の仕事の厳しさに耐えかね遂に本当の性別を明かすが男手が欲しかった主人を喜ばせてしまい却って逃げられなくなる。その後奉公先を脱走し、川で溺れていたところを岩田鉄男（源氏名・バーバラ）に助けられ、彼の勤めるスナックに雇われ「パトリシア」という源氏名を与えられる。やがてバーバラとともに東京、後に大阪に渡り、山下夢吉の紹介で大阪の機械問屋「二階堂屋」に就職。その後紆余曲折あって若くして支配人となるが、昭和18年に徴兵により出戦。終戦後は復員し、二階堂家の次女・夏江と結婚。後に「だらくや」を創業。奉公に出された頃はざんばら髪に着流しという姿だったが、入隊により頭を丸め野原しんのすけに近い外見になり、現代の二階堂は禿げ頭の中肉男性となっている。
当初は個性的な登場人物に振り回されたりツッコミを入れる常識人的な立場だったが、スナックや二階堂屋での経験を経て商売人としての才能を開花させていき、また物語が進むにつれて破天荒且つポジティブで、特に世渡りに長けた人物として描写されるようになっていく。
雑誌「Weekly漫画アクション」の2007年8月7日号に収録されている「クレヨンしんちゃん誕生秘話」の中に記述があり、「野原しんのすけのモデルは本作の二階堂信之介」と明記されている。コミックス3巻では、二階堂の少年時代から社長になるまでの一連のエピソードが「だらくや社長一代記」というタイトルで収録されている。当時の担当編集者はこの話を読んで、「このキャラクターを独立させてひとつのマンガにしたら面白いものになるのではないか」と提案、ここからやがて『クレヨンしんちゃん』が生まれることになる。
おりつ
山田材木店の女中頭。普段は優しいが、SMが大好きなサディストで、仮面をつけると一変する。
本編の50年後にSMクラブを作るとされている。
バーバラ
本名は岩田鉄男。川で溺れていた信之介を助けたことで信之介と知り合う。
所謂オカマで、普段は女装しているが、カツラが脱げると男らしくなる。サービス業に強い誇りを持っており、信之介に大きな影響を与えた人物。
二階堂屋のおかみ
大阪の機械問屋「二階堂屋」の女将。強欲且つちゃっかりな性格で、夫を尻に敷いている恐妻家だが、人を見る目に長けた面もあり、信之介の商売の才能を見抜き、商人としてのイロハを叩きこむ。
二階堂屋の主人
「二階堂屋」の主人。婿養子で妻や支配人の卑村には頭が上がらないが、信之介同様にスケベな性格の持ち主。
卑村
「二階堂屋」の支配人。商人としては優秀だが意地悪な性格。女将からは目をかけられており、長女の雪代と結婚させて跡を継がせようとしたが、信之介と支配人と雪代を巡る争いの末逮捕され全てを失ってしまう。
二階堂 雪代
「二階堂屋」の長女。かなりの美人で信之介が惚れこんだ。当の雪代は結婚する気はなかったらしく、どちらも振ってしまう。
二階堂 夏江
「二階堂屋」の次女。男勝りな性格で、当初は信之介から弟と間違えられた。
実は信之介に一目惚れしており、信之介が徴兵された際には千人針を渡した。
終戦後は復員した信之介と結ばれる。
ハヤミ
信之介の徴兵時代の同じ班の訓練兵。酒は一滴も飲めない。真面目な性格だが、信之介と共に行動するに従って彼の破天荒さに感化されるようになり、信之介とは次第に友情をはぐくむこととなる。
かずこという妻を日本に残してきており、終戦後は復員し、無事再会する。

## 書誌情報
- だらくやストア物語（アクションコミックス 双葉社 全3巻）
  1. ISBN 9784575931389（1988年11月）
  2. ISBN 9784575931891（1990年1月）
  3. ISBN 9784575932621（1991年7月）